# Hansjürgen Hürrig

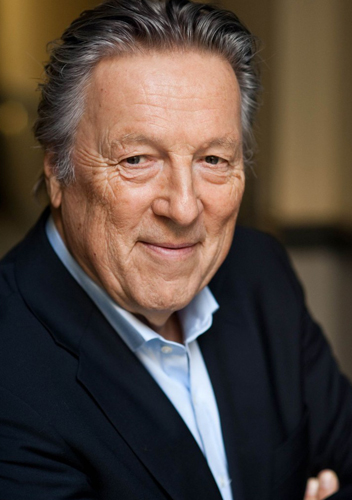
Hansjürgen Hürrig (2016)

Hansjürgen Hürrig (* 22. Oktober 1944 in Dresden) ist ein deutscher Schauspieler. Er spielte in etlichen Theaterinszenierungen und in über 130 Film- und Fernsehproduktionen mit.

## Leben
Hansjürgen Hürrig wuchs in seiner Geburtsstadt Dresden auf und absolvierte nach seinem Schulabschluss zunächst eine Ausbildung als Maler, bevor er von 1969 bis 1972 an der Hochschule für Schauspielkunst „Ernst Busch“ Berlin studierte. Danach führten ihn Theaterengagements unter anderem an die Bühnen des Potsdamer Hans Otto Theaters und an das Maxim-Gorki-Theater in Berlin.
1975 gab Hürrig unter der Regie von Kurt Tetzlaff sein Filmdebüt im Kinofilm Looping. 1980 hatte er als Hubert unter Konrad Wolf eine größere Rolle an der Seite von Renate Krößner in dem Filmdrama Solo Sunny. Daraufhin war er in vielen Film- und Fernsehproduktionen der DEFA und des DFF zu sehen. 1988 übernahm er die Hauptrolle des Restaurators Dr. Dieter Weinberger in Jurij Kramers Fernsehdrama Stunde der Wahrheit. Wiederholt gastierte er im Polizeiruf 110 und in Der Staatsanwalt hat das Wort.
Im wiedervereinigten Deutschland wurde Hürrig vor allem durch seine Rolle des Oberstaatsanwaltes Klaus Dieter Mehlhorn in der ZDF-Krimireihe Bella Block bekannt, die er von 1999 bis zu seinem Serientod 2018 in der letzten Folge Am Abgrund spielte. In der Fernsehserie Weissensee stellte er von 2010 bis 2018 in 24 Folgen den Stasi-Generalleutnant Günther Gaucke dar. Seit 2018 verkörpert er in der ZDF-Krimireihe Unter anderen Umständen als Dr. Bernd Fabian den Kriminalrat und Vorgesetzten des Ermittlerteams um Kriminalhauptkommissarin Jana Winter (Natalia Wörner).
Neben festen Serienrollen übernimmt er auch regelmäßig Gastrollen in zahlreichen Fernsehserien, u. a. mehrfach im Tatort, Ein starkes Team, Kommissarin Lucas, In aller Freundschaft und in den verschiedenen SOKO-Sendeformaten.
Für seine schauspielerische Leistung wurde er mehrmals mit dem Kritikerpreis der Berliner Zeitung ausgezeichnet und erhielt den Goldenen Lorbeer.
Hürrig ist auch als Synchronsprecher aktiv und lieh dabei unter anderem Adriano Celentano, Telly Savalas, Peter Falk, George Kennedy und Ladislav Frej seine Stimme.
Hürrig lebt in Potsdam.

## Filmografie

### Filme
- 1975: Looping
- 1978: Bluthochzeit
- 1978: Einer muß die Leiche sein
- 1980: Solo Sunny
- 1980: Kunstraub
- 1980: Die Heimkehr des Joachim Ott
- 1984: Der Schimmelreiter
- 1986: Die lustigen Weiber von Windsor
- 1986: Ernst Thälmann (Zweiteiler)
- 1988: Stunde der Wahrheit
- 1988: Der Aufstand der Fischer von St. Barbara
- 1990: Selbstversuch
- 1990: Albert Einstein (Zweiteiler)
- 1993: Novalis – Die blaue Blume
- 1995: Nikolaikirche
- 1997: Der Hauptmann von Köpenick
- 1997: Raus aus der Haut
- 1999: Sturmzeit (Fünfteiler, Teil 4)
- 2002: Brüder
- 2003: Jagd auf den Flammenmann
- 2003: Wunschkinder und andere Zufälle
- 2004: Das Kommando
- 2005: Glück auf halber Treppe
- 2005: Löwenzahn – Die Reise ins Abenteuer
- 2005: Die Luftbrücke – Nur der Himmel war frei (Zweiteiler)
- 2006: Tornado – Der Zorn des Himmels (Zweiteiler)
- 2006: Am Ende des Schweigens
- 2006: Mutig in die neuen Zeiten – Nur keine Wellen (Dreiteiler)
- 2006: Sieh zu, dass du Land gewinnst
- 2007: Der geheimnisvolle Schatz von Troja
- 2007: Suchkind 312
- 2008: Wir sind das Volk – Liebe kennt keine Grenzen (Zweiteiler)
- 2009: Romy
- 2009: Wohin mit Vater?
- 2010: Zivilcourage
- 2011: Carl & Bertha
- 2012: Russisch Roulette (Zweiteiler)
- 2013: Herzdamen an der Elbe
- 2013: Almuth & Rita
- 2014: Charlottes Welt – Geht nicht, gibt’s nicht
- 2015: Tod eines Mädchens (Zweiteiler, Teil 2)
- 2016: Almuth und Rita – Zwei wie Pech und Schwefel
- 2018: Der Mordanschlag (Zweiteiler)
- 2019: Mit der Tür ins Haus
- 2020: Das Geheimnis der Freiheit

### Fernsehserien und -reihen
- 1974: Polizeiruf 110: Per Anhalter
- 1976: Polizeiruf 110: Ein ungewöhnlicher Auftrag
- 1981: Der Staatsanwalt hat das Wort – Nachtpartie
- 1984: Der Staatsanwalt hat das Wort – Finderlohn
- 1985: Der Staatsanwalt hat das Wort – Das Biest
- 1987: Der Staatsanwalt hat das Wort – Getrennte Wege
- 1990: Der Staatsanwalt hat das Wort – Hallo Partner
- 1991: Polizeiruf 110: Ein verhängnisvoller Verdacht
- 1993: Polizeiruf 110: Blue Dream – Tod im Regen
- 1997: Der Landarzt (Folge Die Geiselnahme)
- 1997, 1999: Für alle Fälle Stefanie (verschiedene Rollen, 2 Folgen)
- 1999–2018: Bella Block → siehe Episodenliste
- 1999: Die Strandclique (Folge Der Traum von Freiheit)
- 1999: Im Namen des Gesetzes (Folge Auf Leben und Tod)
- 1999: Polizeiruf 110: Mörderkind
- 1999: Tatort: Tödliches Labyrinth
- 1999, 2003, 2021: In aller Freundschaft (verschiedene Rollen, 3 Folgen)
- 1999, 2005: Der letzte Zeuge (verschiedene Rollen, 2 Folgen)
- 2000: Balko (Folge Die Schlangenfarm)
- 2001: Der Fahnder (Folge Alles Lüge)
- 2001: Die Cleveren (Folge Phönix aus der Asche)
- 2001: Stubbe – Von Fall zu Fall: Havanna Dream
- 2002: Ein starkes Team: Träume und Lügen
- 2002: Der Ermittler (Folge Feindliche Übernahme)
- 2002: St. Angela (Folge Spiel mit dem Feuer)
- 2002: Die Wache (Folge Liebesfalle)
- 2002: Polizeiruf 110: Wandas letzter Gang
- 2003: Alphateam – Die Lebensretter im OP (2 Folgen)
- 2003: Wolffs Revier (Folge Der unwürdige Zeuge)
- 2003: Polizeiruf 110: Mama kommt bald wieder
- 2003–2004: Die Rettungsflieger (6 Folgen)
- 2003–2017: SOKO Leipzig (verschiedene Rollen, 4 Folgen)
- 2003, 2005: Hallo Robbie! (verschiedene Rollen, 2 Folgen)
- 2004: Familie Dr. Kleist (2 Folgen)
- 2004: Tatort: Todes-Bande
- 2005: Alarm für Cobra 11 – Die Autobahnpolizei (Folge Der Kommissar)
- 2005: Das geheime Leben der Spielerfrauen (4 Folgen)
- 2005, 2010: Unser Charly (verschiedene Rollen, 2 Folgen)
- 2006: Großstadtrevier (Folge Der Sheriff von Cranz)
- 2006: Bloch: Der Mann im Smoking
- 2006: SOKO Wismar (Folge Tödliche Ladung)
- 2006: Zwei Engel für Amor (2 Folgen)
- 2007: Stubbe – Von Fall zu Fall: Schmutzige Geschäfte
- 2007: Tatort: Schleichendes Gift
- 2008: Kommissarin Lucas – Wut im Bauch
- 2008: Polizeiruf 110: Eine Maria aus Stettin
- 2008: Die Deutschen (Dokumentation, Folge Napoleon und die Deutschen)
- 2009: Familie Sonnenfeld – Umzug in ein neues Leben
- 2009: Familie Sonnenfeld – Abschied von Oma
- 2009: Tatort: Oben und unten
- 2009, 2013: Notruf Hafenkante (verschiedene Rollen, 2 Folgen)
- 2010: SOKO Stuttgart (Folge Stallorder)
- 2010: SOKO Donau (Folge Entgleist)
- 2010: Tatort: Vergissmeinnicht
- 2010–2018: Weissensee (24 Folgen)
- 2011: Mord in bester Gesellschaft: Die Lüge hinter der Wahrheit
- 2011: Tatort: Unter Druck
- 2011: Tatort: Mauerpark
- 2011: Toni Costa – Kommissar auf Ibiza: Der rote Regen
- 2012: Toni Costa – Kommissar auf Ibiza: Küchenkunst
- 2013: Der letzte Bulle (Folge Die Jagd beginnt)
- 2014–2016: Herzensbrecher – Vater von vier Söhnen (2 Folgen)
- 2015: Sedwitz (Folge Trafo 257)
- 2015: Einfach Rosa – Wolken über Kapstadt
- 2015: Polizeiruf 110: Sturm im Kopf
- 2016: Polizeiruf 110: Im Schatten
- 2016–2019: Heldt (10 Folgen)
- 2017: Frühling – Nichts gegen Papa
- 2017: Nord Nord Mord – Clüver und die tödliche Affäre
- 2018: Tatort: Ich töte niemand
- 2018: Bella Block: Am Abgrund
- 2018: Tatort: Familien
- 2018: Unter anderen Umständen: Das Geheimnis der Schwestern
- 2019: Unter anderen Umständen: Im finsteren Tal
- 2019: Erzgebirgskrimi – Der Tote im Stollen
- 2020: Kroymann (1 Folge)
- 2020: Unter anderen Umständen: Über den Tod hinaus
- 2020: Die Chefin (Folge Verzockt)
- 2020: Unter anderen Umständen: Lügen und Geheimnisse
- 2021: Unter anderen Umständen: Für immer und ewig
- 2021: Der Staatsanwalt (Folge Tödliches Erbe)

## Theatrografie (Auswahl)
- 1974: Ferenc Molnár: Liliom (Liliom) – Regie: Günter Rüger (Hans Otto Theater Potsdam – Schloßtheater des Neuen Palais)
- 1974: Bertolt Brecht: Die Gewehre der Frau Carrar (Pedro) – Regie: Günter Rüger (Hans Otto Theater Potsdam)
- 1975: Athol Fugard: Buschmann und Lena (Buschmann) – Regie: Rolf Winkelgrund (Hans-Otto-Theater Potsdam)
- 1979: Esteban Navajas Cortés: Der Todeskampf eines seelig Entschlafenen (Großgrundbesitzer) – Regie: Günter Rüger (Hans Otto Theater Potsdam)
- 1979: Maxim Gorki: Die Sykows (Hevern) – Regie: Günter Rüger (Hans Otto Theater Potsdam)
- 1980: Sophokles: Antigone (König Kreon) – Regie: Günter Rüger (Hans Otto Theater Potsdam)
- 1982: Heinrich von Kleist: Prinz Friedrich von Homburg oder die Schlacht bei Fehrbellin (Kurfürst von Brandenburg) – Regie: Günter Rüger (Hans Otto Theater Potsdam)

## Hörspiele (Auswahl)
- 1974: Giorgio Bandini: Der verschollene Krieger (Giovanni) – Regie: Peter Groeger (Hörspiel – Rundfunk der DDR)
- 1986: Walter Jens nach Euripides: Der Untergang (Talthymos) – Regie: Barbara Plensat (Hörspiel nach der Tragödie: Die Troerinnen – Rundfunk der DDR)
- 1987: Katrin Lange: Die Brandstifterin (Trebbin) – Regie: Werner Grunow (Hörspielreihe Tatbestand, Nr. 35 – Rundfunk der DDR)
- 1989: Annelies Schulz: Die Feuerprinzessin (Regenbogenkönig) – Regie: Manfred Täubert (Kinderhörspiel – Rundfunk der DDR)
- 1991: Gerhard Zwerenz: Des Meisters Schüler – Regie: Hans Gerd Krogmann (Hörspiel – Sachsen Radio)
- 1998: Michail Bulgakow: Der Meister und Margarita – Regie: Petra Meyenburg (Hörspiel (30 Teile) – MDR)
- 2006: Tom Peukert: Der fünf Minuten Klassiker – Regie: Beate Rosch (Hörspiel (Teil 1 und 3) – RBB)
- 2007: Iain Levison: Betriebsbedingt gekündigt. – Bearbeitung/Regie: Steffen Moratz – (Hörspiel – MDR)
- 2009: Jörg-Michael Koerbl: Kosemund – Regie: Wolfgang Rindfleisch (Hörspiel – DKultur)
- 2009: Matthias Wittekindt: Die Frau im Netz (Ludger) – Regie: Wolfgang Rindfleisch (Kriminalhörspiel – DLR)
- 2012: Thomas Fritz: Elf Wochen und ein Tag – Regie: Beatrix Ackers (Hörspiel – DKultur)
- 2014: Esther Dischereit: Blumen für Otello – Regie: Giuseppe Maio (DKultur)
- 2014: Robert Weber: Heinrich, Vorname Hauptfeldwebel – Regie: Giuseppe Maio (Hörspiel – DKultur)
- 2014: Thilo Reffert: Kurschatten (Manfred) – Regie: Götz Fritsch (Radio-Tatort – MDR)